# Vallespir-Albères (kanton)
Vallespir-Albères er en fransk kanton beliggende i departementet Pyrénées-Orientales i regionen Occitanie. Kantonen blev oprettet pr. dekret 26. februar 2014 og er dannet af kommuner fra de nedlagte kantoner Céret (8 kommuner) og Argelès-sur-Mer (5 kommuner). Hele kantonen ligger i Arrondissement Céret. Hovedby er Céret. 
Vallespir-Albères består af 13 kommuner :
- L'Albère
- Le Boulou
- Céret
- Les Cluses
- Laroque-des-Albères
- Maureillas-las-Illas
- Montesquieu-des-Albères
- Le Perthus
- Saint-Génis-des-Fontaines
- Saint-Jean-Pla-de-Corts
- Sorède
- Villelongue-dels-Monts
- Vivès